# 西方盤唇鱨
西方盤唇鱨，為輻鰭魚綱鯰形目倒立鯰科的其中一種，分布於非洲象牙海岸、塞內加爾、幾內亞及獅子山的溪流，體長可達6.2公分。

## 扩展阅读
維基物種上的相關：西方盤唇鱨